# 網路交換器

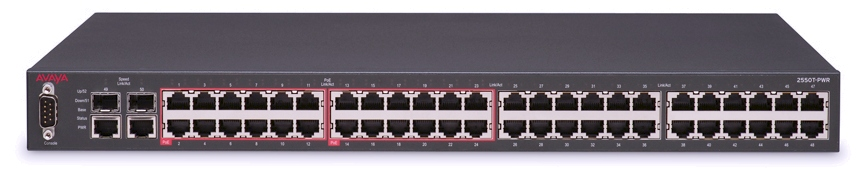
亚美亚（Avaya）的ERS 2550T-PWR 50端口的网络交换机

网络交换机（英語：Network switch）是一种网络硬件，它通过报文交换接收并转发数据到目标设备，从而在计算机网络上连接不同的设备。网络交换机通常简称为交换机。
交换机是一种多端口网桥，在数据链路层使用MAC地址进行数据转发。一些交换机也具备路由功能，可以在网络层转发数据，这种交换机通常被称为三层交换机或多层交换机。
以太网交换机是最常见的网络交换机类型。第一款以太网交换机由Kalpana公司（1994年被思科收购）推出。交换机也广泛应用于其他类型的网络，例如光纤通道、异步传输模式和InfiniBand。
与在所有端口转发相同数据的中继器不同，交换机只会将数据转发到需要接收的设备。

## 工作原理

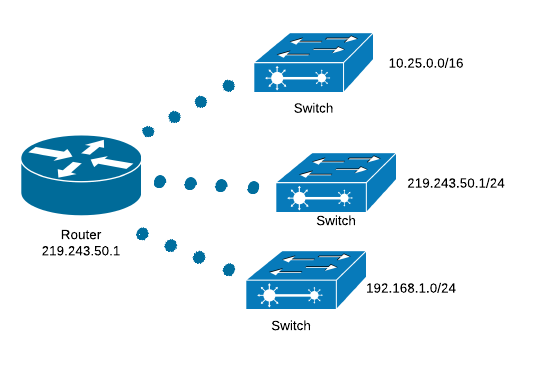
一个有交换机的网络

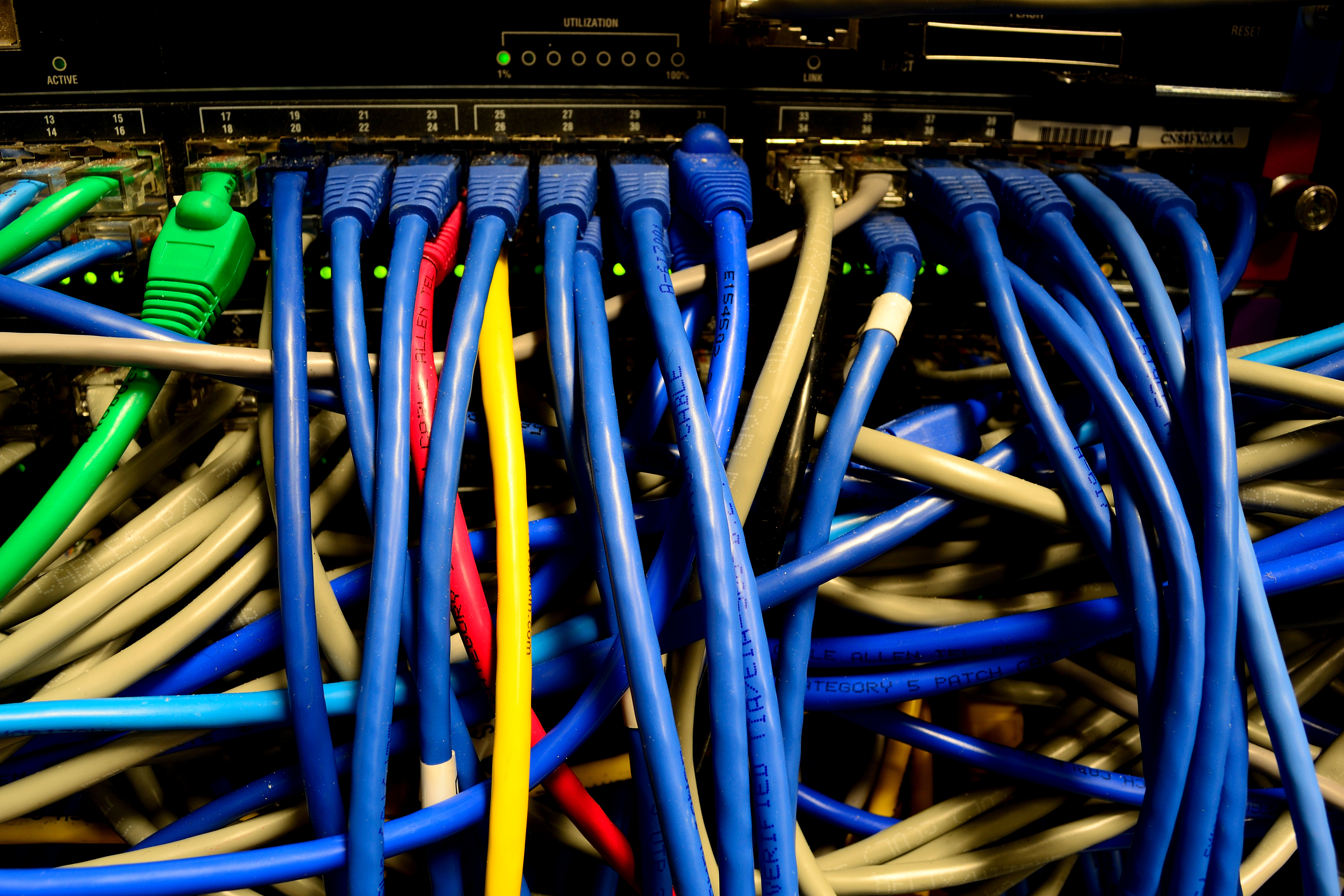
乙太網路交換器

交换机工作于OSI模型的第二层，即数据链路层。交换机内部的CPU会在每个端口成功建立连接时，通过学习MAC地址并将其与端口对应，形成一张MAC地址表。在后续的通讯中，发往特定MAC地址的数据包将仅被转发至该MAC地址对应的端口，而非所有端口。因此，交换机能够划分数据链路层的冲突域，但无法划分网络层的广播域。
交换机对数据包的转发是基于MAC地址（即物理地址）的，对于IP协议而言是透明的。也就是说，交换机在转发数据包时无需知晓源主机和目标主机的IP地址，只需知道其MAC地址即可。
交换机在运行过程中会不断学习并建立自身的MAC地址表。这张表记录了每个MAC地址对应的端口。当交换机收到一个TCP/IP数据包时，会检查该数据包的目标MAC地址，并在地址表中查找对应的端口，从而决定从哪个端口转发数据包。由于这个过程相对简单，且通常由ASIC等专用硬件实现，因此转发速度非常快。通常情况下，交换机只需数十微秒即可完成数据包的转发决策。
如果目标MAC地址未在地址表中找到，交换机会将数据包进行“泛洪”（flooding），即将其从所有端口转发出去，这与交换机处理广播数据包的方式相同。二层交换机处理广播数据包的方式效率较低。例如，当交换机收到一个来自TCP/IP工作站的广播数据包时，会将该数据包转发到所有其他端口，即使某些端口连接的是IPX或DECent工作站。这会对非TCP/IP节点的带宽造成负面影响。即使是同一TCP/IP网络中的节点，如果与发送广播数据包的工作站不在同一子网，也可能收到一些与自身无关的网络广播，从而降低整个网络的效率。

## 工作方式
当一台交换机完成安装和配置后，其典型的工作过程如下：
- 学习（Learning）：交换机接收到来自某网段（假设为 A）MAC 地址为 X 的计算机发往 MAC 地址为 Y 的数据包。交换机会记录下 MAC 地址 X 位于网段 A。
- 泛洪（Flooding）：如果交换机尚不知道 MAC 地址 Y 位于哪个网段，它会将该数据包转发到除 A 以外的所有其他网段。
- 转发（Forwarding）：MAC 地址为 Y 的计算机收到该数据包后，会向 MAC 地址 X 发送确认包。交换机收到该确认包后，会记录下 MAC 地址 Y 所在的网段，然后将确认包转发给 MAC 地址 X。
- 过滤（Filtering）：当交换机收到一个数据包时，如果查找内部的 MAC 地址-网段查询表后发现该数据包的源地址和目的地址属于同一网段，交换机将不会处理该数据包。
- 老化（Aging）：交换机内部的 MAC 地址-网段查询表中，每条记录都会使用时间戳来记录最后一次访问的时间。早于某个预设阈值（用户可配置）的记录会被清除。

对于全交换（Full-Switched）局域网，交换机的每个端口通常只连接一台设备，因此一般不会发生冲突。在某些设计中，交换机可能仍然需要进行过滤，以增强网络安全性或实现特定的策略。

## 工作在OSI不同层级的交换技术
现代商业交换机主要使用以太网接口。提供多端口的二层桥接是以太网交换机的核心功能，而很多交换机也提供其他层级的服务，这种不仅仅提供了桥接功能的交换机也被称为多层交换机。多层交换机可以在许多层级上学习拓扑结构，也可以在一层或多层上进行转发。

### 一层
一层网络设备传输数据而不控制任何流量，比如集线器。任何进入端口数据包会被转发到除进入端口之外的其他所有端口。具体而言，即每个比特或码元被转发时是原封不动的。由于每个数据包被分发到所有端口，其冲突会影响到整个网络，进而限制了它的整体的能力。
到21世纪初，集线器和低端交换机的价格差异很小。对于特定应用，集线器在一段时间内还是能够发挥作用的，比如给数据包分析器提供网络流量的副本。网络分流器还有交换机的端口镜像也可以实现同样功能。

### 二层
二层交换机依据硬件地址（MAC地址）在数据链路层（第二层）传送网络帧。
二层交换机对于路由器和主机而言是“透明的”，主要遵循 IEEE 802.1d 标准。该标准规定交换机通过观察每个端口接收到的数据帧，学习源 MAC 地址，并在其内部的高速缓存中建立 MAC 地址与端口的映射表。当交换机接收的数据帧的目的 MAC 地址在该映射表中找到对应条目时，交换机便将该数据帧转发到相应的端口。如果交换机在映射表中找不到目的 MAC 地址，则会将该数据帧广播到该端口所属的虚拟局域网（VLAN）内的所有端口。如果收到目标主机的回应数据包，交换机便会在映射表中增加新的对应关系。
当交换机初次加入网络时，由于映射表为空，所有的数据帧将被广播到虚拟局域网内的全部端口，直到交换机“学习”到各个 MAC 地址为止。因此，在初始阶段，交换机的作用类似于传统的共享式集线器，直到映射表建立起来后，才能真正发挥其性能。这种工作方式改变了共享式以太网的冲突竞争模式，如同在不同的行驶方向上架设了立交桥，不同方向的车辆可以同时通行，从而大大提高了网络流量的吞吐量。
从 VLAN 的角度来看，由于只有子网内部的节点竞争带宽，网络性能得到提高。例如，主机 1 访问主机 2 的同时，主机 3 也可以访问主机 4，当各个部门拥有自己独立的服务器时，这一优势更加明显。但随着服务器趋向于集中管理，以及互联网应用的兴起，这种优势正在逐渐减弱。
不同 VLAN 之间的通信需要通过路由器来实现。此外，为了实现不同网段之间的通信，也需要使用路由器进行互联。

### 三层
三层交换机则可以处理第三层网络层协议，用于连接不同网段，通过对缺省网关的查询学习来建立两个网段之间的直接连接。
三层交换机可以实现路由器的全部或部分功能，但只能用于同一类型的局域网子网之间的互连。这样，三层交换机可以像二层交换机那样通过MAC地址标识数据包，也可以像传统路由器那样在两个局域网子网之间进行功能较弱的路由转发，它的路由转发不是通过软件来维护的路由表，而是通过专用的ASIC芯片处理这些转发；

### 四层
四层交换机可以处理第四层传输层协议，可以将会话与一个具体的IP地址绑定，以实现虚拟IP ；

### 七层
七层交换机是一种更为智能的交换设备，它能充分利用带宽资源，对应用层数据进行过滤、识别和处理。

## 分类

### 形状尺寸

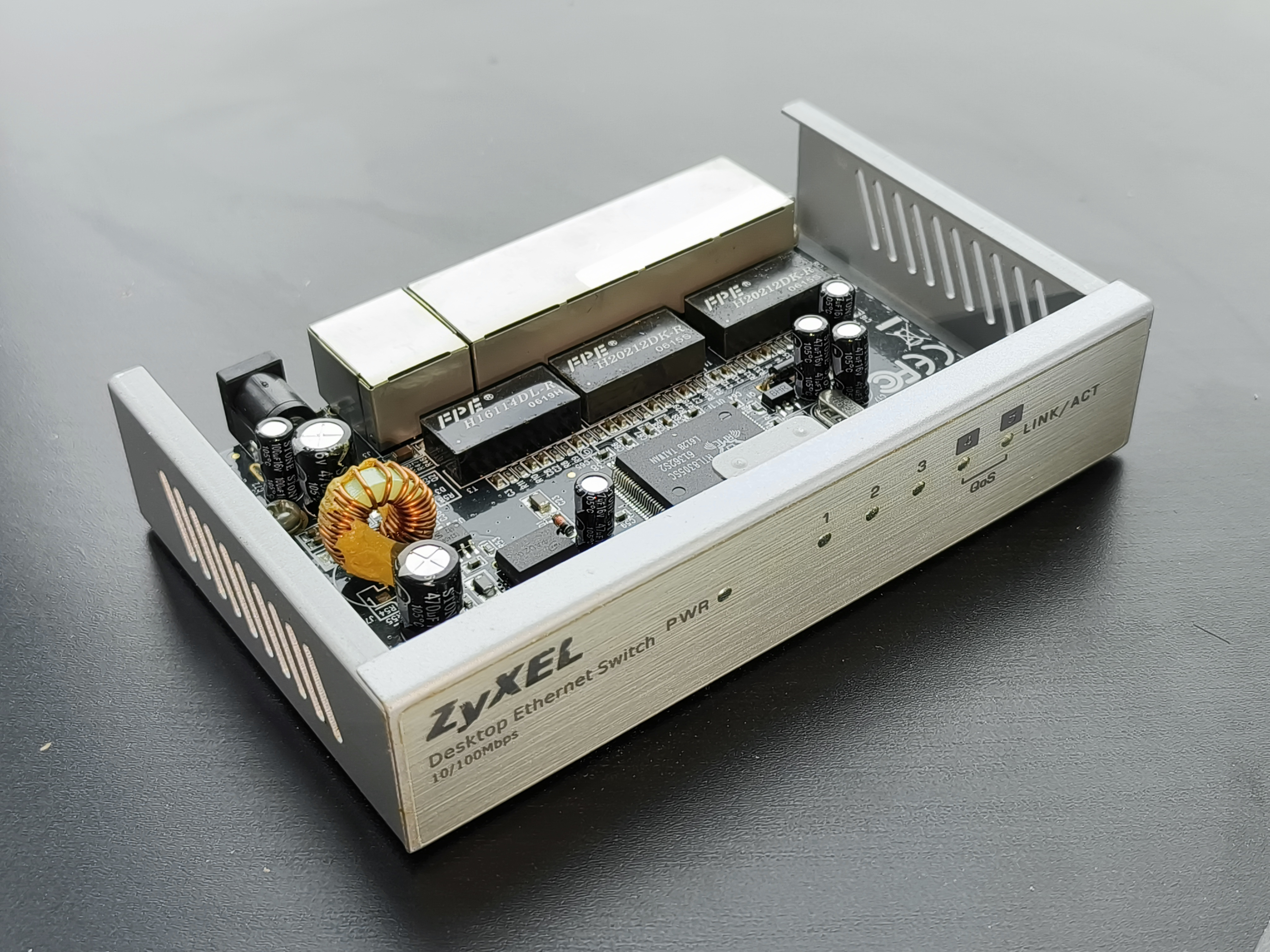
合勤(ZyXEL) ES-105A5埠桌上型乙太網路交換器。交換器的外殼打開露出內部的電子元件。

交换器有多种形式，包括：独立的桌面型设备，通常用于家庭或办公环境中，安装在配线柜外；机架式交换器，适用于安装在设备机架或机柜中；DIN导轨安装的交换器，常用于工业环境；以及小型交换器，安装在电缆管道、地板盒或通信塔中，例如在光纤到办公室（FTTO）的基础设施中。
机架式交换器可以是独立设备、可堆叠交换器，或具有可更换线卡的大型机箱式设备。

### 工作溫度
根据其耐温设计和出厂合规测试，以太网交换机可分为商业级以太网交换机和工业级以太网交换机。商业级以太网交换器通常适用于0℃至70℃的工作环境，而工业级以太网交换机则适用于-40℃至70℃的更宽温度范围。商业级以太网交换机常用于办公室或有空调的室内空间。工业级以太网交换机由于经常部署在室外或温差较大且无空调的环境中，因此其散热设计更为重要。

### 網管型與非網管型
依照是否具备内置网管软件，交换机可分为网管型交换机和非网管型交换机。网管型交换机适用于需要通过中央控制主机进行远程网络设备启停管理的架构，通常应用于对网络管理有较高要求的网络核心区域。非网管型交换机则不具备内置网管软件配置，安装简便，即插即用，因此更适合应用于对管理需求较低的网络边缘区域。

### 傳輸通訊介面
网络接口依照不同的传输介质和协议进行分类，其中最常见的是RJ45接口 ，通常使用双绞线（如Cat5e、Cat6等）作为传输介质。光纤通信则应用于高速和长距离的数据传输环境，其常用接口包括SFP 、SFP+等。此外，还有一种相对少见的同轴电缆接口，例如BNC接头，主要用于一些旧式网络设备。

## 带宽
网络交换机的带宽常见规格包括：10Mb/s、100Mb/s、1Gb/s、2.5Gb/s、10Gb/s、40Gb/s、100Gb/s等。
Mbps与MB/s的换算关系： 1 Mbps = 0.125 MB/s